# 1996年夏季奥林匹克运动会蒙古代表团
1996年夏季奥林匹克运动会蒙古代表团是蒙古派出的1996年夏季奥林匹克运动会代表团。